# Randall Duk Kim
Randall Duk Kim (Hawaii, 1943. szeptember 24. –) amerikai színész, aki számos különböző szerepben tűnt fel, melyek közül legismertebb a Mátrix – Újratöltve című filmben alakított Kulcskészítő.

## Élete és pályafutása
Kim Hawaiin született és nőtt fel.
Színészi pályájának jelentős részét színházban töltötte és társalapítója volt a wisconsini American Players Theatre színháznak. Egyike volt azon ázsiai-amerikai színészeknek, aki elsők között játszott főszerepet amerikai színdarabban, egy 1974-es rendezésű Shakespeare-darabban, a Periclesben (Pericles, Prince of Tyre). 1978-79-ben szintén főszereplője volt a minnesotai Guthrie Színház Hamletjének. 1996-ban eljátszotta Kralahome szerepét a Broadway The King and I című darabjában, melynek Anna és a király című 1999-es moziváltozatában Alak herceget alakította. Ismertebb szerepeket játszott még az Egy gésa emlékiratai, a Dragonball: Evolúció vagy a 2010-es Az utolsó léghajlító és Nindzsagyilkos című filmekben.